# 자유신문
자유신문(自由新聞)은 1945년 정진석 등이 창간한 대한민국의 신문이다. 중도적 성향을 보이던 자유신문은 반탁운동 등을 거치며 좌우의 분열이 심화되자 사회주의에 동조하는 논조를 보였으나 신익희 등이 대표로 취임하면서 우익적 성향으로 변화하였다. 한국전쟁이 일어나고 정진석이 월북하면서 발행이 중단되었다.

## 창간과 논조
자유신문 창간의 주요 인물은 발행인 겸 주필이었던 정진석, 편집위원장이었던 이정순, 정치경제 담당 이원영, 사회면 담당 배은수 등으로 이들은 모두 일제강점기에 매일신보에 몸담고 있었다. 해방 이후 창간된 자유신문은 중도성향의 진보적 민주주의를 표방하며 각종 정파들과는 일정한 거리를 유지하였다.
모스크바 삼상회의에서 한반도에 대한 신탁통치를 합의하였다는 소식이 전해지자 해방 정국은 신탁통치의 찬반을 놓고 극심한 분열에 빠지게 되었다. 해방 이후 좌익에 비해 열세를 면치 못하던 우익은 이 일을 계기로 대중적 지지를 확보하고자 하였다. 자유신문은 대표적인 신탁통치 찬성 언론으로 지목되어 우익의 백색 테러의 표적이 되었다.
신탁통치 찬반 갈등 속에 자유신문은 윤전기가 파괴되는 등 큰 피해를 입었고 이후 신익희를 사장으로 영입하면서 논조도 우익 성향으로 변하게 된다.

## 폐간과 그 이후
한국전쟁이 일어나자 신문의 발행은 중단되었고 주필인 정진석이 월북하자 신문은 사실상 해체 상태가 되었다. 1953년 9월 백남일이 자유신문의 이름을 이은 자유신보를 창간하였지만 이후 아버지 백낙승의 태창방직 경영이 어려워지자 1961년 폐간하였다.